# Egon Wiberg

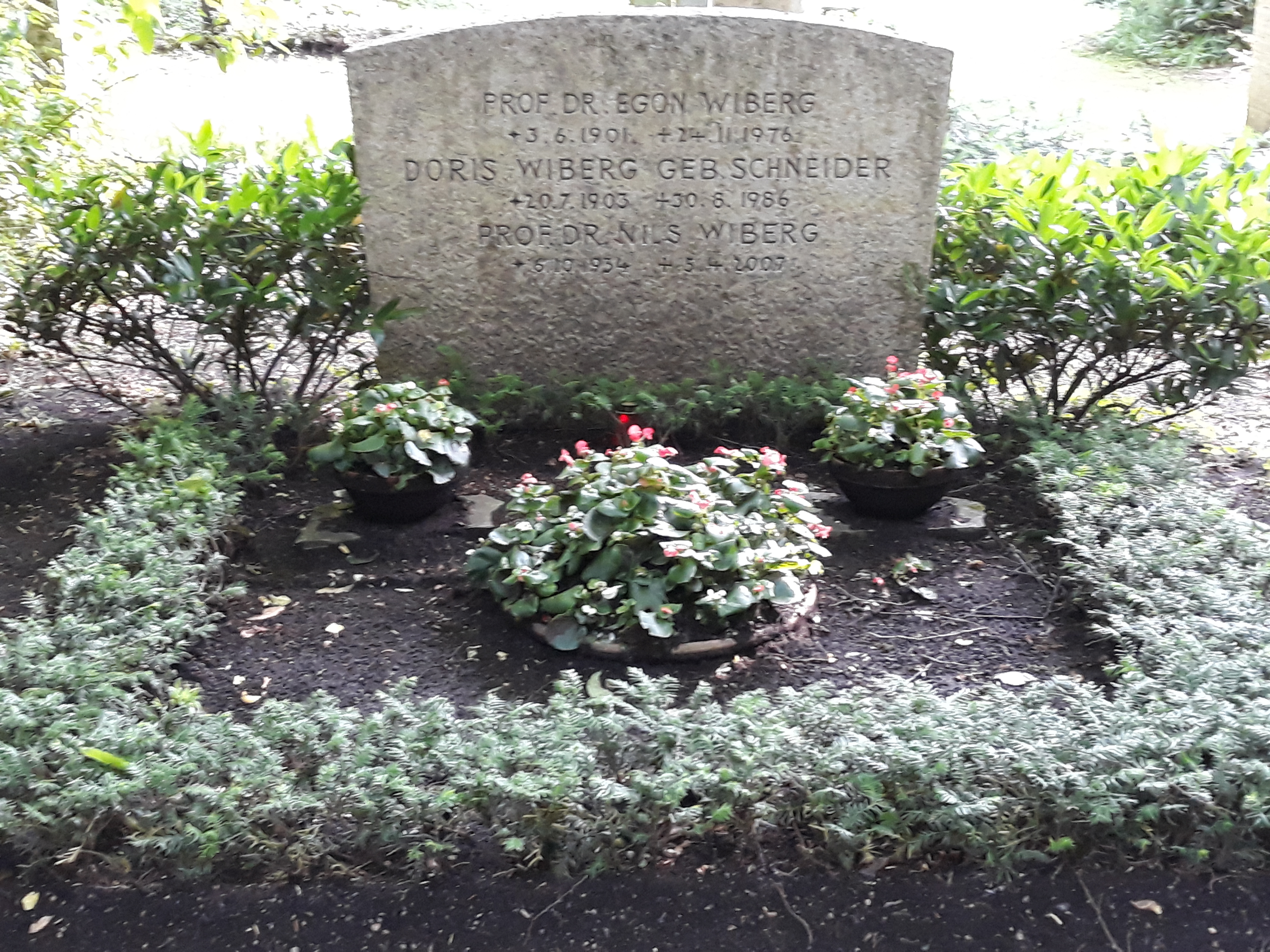
Das Grab von Egon Wiberg und seiner Ehefrau Doris geborene Schneider, sowie des Sohnes Nils Wiberg auf dem Waldfriedhof (München)

Egon Gustaf Martin Wiberg (* 3. Juni 1901 in Güstrow; † 24. November 1976 in München) war ein deutscher Chemiker und Professor für Anorganische Chemie an der Ludwig-Maximilians-Universität München ab 1938.

## Leben
Egon Wiberg studierte seit 1921 Chemie an der Technischen Hochschule Karlsruhe (TH Karlsruhe) und schloss dies 1927 mit der Promotion ab.  Er war ein akademischer Schüler von Stefan Goldschmidt und beschäftigte sich in seiner Doktorarbeit mit dem Thema „Über den Abbau von Aminosäuren und Dipeptiden durch Hypobromit“. 1931 habilitierte er sich an der TH Karlsruhe. 1932 erfolgte die Ernennung zum Abteilungsvorstand. 1936 wurde er außerplanmäßiger Professor an der TH Karlsruhe und 1938 kommissarischer Leiter des Extraordinariats (apl. Prof.) für Anorganische Chemie an der Ludwig-Maximilians-Universität München. Seit 1943 war er Mitherausgeber des von Arnold F. Holleman begründeten „Lehrbuchs der Chemie“, das in völlig neuer Bearbeitung ab Sommer 1943 als Lehrbuch der anorganischen Chemie erschien. 1951 wurde er ordentlicher Professor und Direktor des Instituts für Anorganische Chemie der Ludwig-Maximilians-Universität München. Zu seinen Schülern gehört der Anorganische Chemiker Max Schmidt, der 1951 bei Wiberg promoviert wurde.
Egon Wiberg ist Vater des 1934 geborenen Chemikers Nils Wiberg.

## Forschung
Arbeitsgebiete waren Hydride der chemischen Elemente Beryllium, Magnesium, Bor, Aluminium und anderer Metalle, sowie Phosphor-, Bor-, Silicium- und Borstickstoffverbindungen.

## Auszeichnungen und Mitgliedschaften
- 1961: Bayerischer Verdienstorden

Wissenschaftspreise
- Alfred-Stock-Gedächtnispreis (1950) (1. Preisträger)

Mitgliedschaften und Ehrenämter
- Mitglied des Vorstands der Gesellschaft Deutscher Chemiker (1958)
- stellvertretender Präsident der Gesellschaft Deutscher Chemiker (1959 und 1962)
- Präsident der Gesellschaft Deutscher Chemiker (1960 bis 1961)
- Mitglied der Bayerischen Akademie der Wissenschaften (1952)
- Mitglied der Akademie der Naturforscher Leopoldina (1959)[5]
- Vorsitzender der Gesellschaft Deutscher Naturforscher und Ärzte (1971 bis 1972)
- Ehrendoktorwürde Dr. rer. nat. h. c. der Technischen Hochschule Aachen
- Ehrendoktorwürde der Technischen Hochschule Wien (1965)[6]
- Vorstandsmitglied der DECHEMA
- Vorsitzender des Deutschen Zentralausschusses für Chemie
- Vorstandsmitglied des Deutschen Verbands Technisch-Wissenschaftlicher Vereine
- Kommissionsmitglied der IUPAC
- Mitglied des Hauptausschusses, des Kuratoriums und des Senates der Deutschen Forschungsgemeinschaft
- Vorsitzender der Kommission für Transuranforschung in der Bayerischen Akademie der Wissenschaften
- Mitglied des Verwaltungsausschusses des Deutschen Museums München

Nach ihm wurde die Egon-Wiberg-Vorlesung für herausragende Leistungen in Forschung und Lehre der Anorganischen Chemie benannt.